# Гарипов, Эмиль Рамилевич
Эми́ль Рами́левич Гари́пов (род. 15 августа 1991, Казань) — российский хоккеист, вратарь. Обладатель Кубка Гагарина (2018) в составе «Ак Барса».

## Карьера
Начал профессиональную карьеру в 2007 году в составе родного казанского «Ак Барса», выступая до этого за его фарм-клуб. В следующем сезоне Эмиль по большей части выступал в Высшей лиге в составе Молодёжной хоккейной лиги «Барс», проведя в его составе 31 матч с коэффициентом надёжности 2.57. В следующем сезоне Эмиль несколько раз вызывался в основной состав «Ак Барса», однако шанса дебютировать в КХЛ он так и не получил.
Сезон 2011/12 Гарипов вновь начинал играми за «Нефтяник» и «Барс», тем не менее, в начале октября 2011 года он был вызван в «Ак Барс» вместо Станислава Галимова, а уже спустя несколько дней он дебютировал в КХЛ в матче против «Автомобилиста».

### Международная
В составе сборной России Эмиль Гарипов принимал участие в юниорском чемпионате мира 2009 года, на котором он вместе с командой стал серебряным призёром, проведя 1 матч, и пропустив одну шайбу. В 2011 году Эмиль Гарипов в составе уже молодежной сборной России завоевал звание чемпиона мира. Так же Эмиль Гарипов является двукратным чемпионом Универсиады 2009 и 2011 в составе студенческой сборной России.

## Достижения
- Серебряный призёр юниорского чемпионата мира 2009.
- Чемпион Универсиады 2009
- Участник Кубка Вызова 2010.
- Чемпион мира U-20 2011.
- Чемпион Универсиады 2011
- Финалист Восточной конференции в Плей-офф Кубка Гагарина 2013
- Серебряный призер КХЛ 2015
- Участник матча звёзд КХЛ: 2018
- Обладатель кубка Гагарина Плей-офф Кубка Гагарина 2018

## Статистика выступлений
Последнее обновление: 25 июля 2014 года
|             |               |             | Регулярный сезон | Регулярный сезон | Регулярный сезон | Регулярный сезон | Регулярный сезон | Регулярный сезон | Плей-офф | Плей-офф | Плей-офф | Плей-офф | Плей-офф | Плей-офф |
| Сезон       | Команда       | Лига        | Игр              | Вр               | ПШ               | «0»              | КН               | %ОБ              | Игр      | Вр       | ПШ       | «0»      | КН       | %ОБ      |
| ----------- | ------------- | ----------- | ---------------- | ---------------- | ---------------- | ---------------- | ---------------- | ---------------- | -------- | -------- | -------- | -------- | -------- | -------- |
| 2006/07     | Ак Барс-2     | Первая лига | 22               |                  | 55               |                  |                  | —                | —        | —        | —        | —        | —        |          |
| 2007/08     | Ак Барс-2     | Первая лига | 25               |                  | 54               |                  |                  | —                | —        | —        | —        | —        | —        |          |
| 2007/08     | Ак Барс       | Суперлига   | 1                |                  | 0                |                  |                  | —                | —        | —        | —        | —        | —        |          |
| 2008/09     | Ак Барс-2     | Первая лига | 9                |                  | 15               |                  |                  | —                | —        | —        | —        | —        | —        |          |
| 2008/09     | Нефтяник Ак   | Высшая лига | 30               | 17               | 63               |                  | 2.21             |                  | 6        |          | 10       |          |          |          |
| 2009/10     | Нефтяник Ак-2 | Первая лига | 3                |                  | 8                |                  |                  | —                | —        | —        | —        | —        | —        |          |
| 2009/10     | Нефтяник Ак   | Высшая лига | 7                | 348              | 21               |                  | 3.63             | —                | —        | —        | —        | —        | —        |          |
| 2009/10     | Барс          | МХЛ         | 26               | 1541             | 58               | 1                | 2.53             | -                | 5        | 236      | 18       | 0        | 4.58     |          |
| 2010/11     | Нефтяник Ак   | ВХЛ         | 13               | 602              | 25               | 2                | 2.49             | -                | 6        | 316      |          | 1        | 2.09     |          |
| 2011/12     | Барс          | МХЛ         | 2                | 125              | 6                | 0                | 2.88             | —                | —        | —        | —        | —        | —        |          |
| 2011/12     | Нефтяник Ак   | ВХЛ         | 10               | 600              | 21               | 1                | 2.10             | —                | —        | —        | —        | —        | —        |          |
| 2011/12     | Ак Барс       | КХЛ         | 14               | 586:06           | 17               | 0                | 1.74             | 94.1             | —        | —        | —        | —        | —        |          |
| 2012/13     | Ак Барс       | КХЛ         | 12               | 520:23           | 17               | 1                | 1.96             | 93.2             | —        | —        | —        | —        | —        |          |
| 2013/14     | Ак Барс       | КХЛ         | 20               | 1219:36          | 29               | 3                | 1.43             | 95.2             | 5        | 302.35   | 12       | --       | 2.38     | 92.1     |
| 2014/15     | Ак Барс       | КХЛ         | 23               | 1383:26          | 41               | 1                | 1.78             | 93.3             | 1        | 36:27    | 1        | 0        | 1.65     | 94.4     |
| 2015/16     | Ак Барс       | КХЛ         | 31               | 1769:31          | 59               | 1                | 2.00             | 92.4             | 3        | 178:30   | 6        | 1        | 2.02     | 92.2     |
| 2016/17     | Ак Барс       | КХЛ         | 40               | 2333:25          | 78               | 4                | 2.01             | 92.9             | 15       | 941:22   | 29       | 2        | 1.85     | 93.3     |
| 2017/18     | Ак Барс       | КХЛ         | 47               | 2778:04          | 92               | 5                | 1.99             | 93.1             | 19       | 1159:39  | 30       | 2        | 1.55     | 94.4     |
| 2018/19     | Ак Барс       | КХЛ         | 22               | 1305:58          | 46               | 1                | 2.11             | 92.8             |          |          |          |          |          |          |
| Всего в КХЛ | Всего в КХЛ   | Всего в КХЛ | 209              | 11896.29         | 379              | 16               |                  |                  | 43       | 2617:58  | 78       | 5        |          |          |

### Международная
| Турнир   | Место | Игр | М  | ПШ | «0» | КН   |
| -------- | ----- | --- | -- | -- | --- | ---- |
| ЮЧМ-2009 |       | 1   | 60 | 1  | 0   | 1.00 |